# Al-Mansura, Acre
Al-Mansura är en avfolkad palestinsk by 29 km nordöst om Acre. Byn hade 2300 i huvudsak kristna invånare 1945, varav alla fördrevs av israeliska brigader när den intogs av Israel i Operation Hiram november 1948.